# Лінн-Гейвен (Флорида)
Лінн-Гейвен (англ. Lynn Haven) — місто (англ. city) в США, в окрузі Бей штату Флорида. Населення — 18 695 осіб (2020).

## Географія
Лінн-Гейвен розташований за координатами 30°14′12″ пн. ш. 85°38′21″ зх. д. / 30.23667° пн. ш. 85.63917° зх. д. (30.236675, -85.639139).  За даними Бюро перепису населення США в 2010 році місто мало площу 30,48 км², з яких 26,86 км² — суходіл та 3,63 км² — водойми.

## Демографія
Згідно з переписом 2010 року, у місті мешкали 18 493 особи в 7533 домогосподарствах у складі 5179 родин. Густота населення становила 607 осіб/км².  Було 8266 помешкань (271/км²).
Расовий склад населення:
| - 83,2 % — білих - 10,0 % — чорних або афроамериканців - 2,4 % — азіатів - 0,6 % — корінних американців - 0,1 % — вихідців з тихоокеанських островів |

До двох чи більше рас належало 2,9 %. Частка іспаномовних становила 4,1 % від усіх жителів.
За віковим діапазоном населення розподілялося таким чином: 25,2 % — особи молодші 18 років, 62,3 % — особи у віці 18—64 років, 12,5 % — особи у віці 65 років та старші. Медіана віку мешканця становила 37,7 року. На 100 осіб жіночої статі у місті припадало 90,1 чоловіків;  на 100 жінок у віці від 18 років та старших — 86,7 чоловіків також старших 18 років.
Середній дохід на одне домашнє господарство  становив 67 088 доларів США (медіана — 58 174), а середній дохід на одну сім'ю — 79 045 доларів (медіана — 71 694). Медіана доходів становила 49 208 доларів для чоловіків та 37 284 долари для жінок. За межею бідності перебувало 9,7 % осіб, у тому числі 10,7 % дітей у віці до 18 років та 7,2 % осіб у віці 65 років та старших.
Цивільне працевлаштоване населення становило 8674 особи. Основні галузі зайнятості: освіта, охорона здоров'я та соціальна допомога — 25,9 %, мистецтво, розваги та відпочинок — 11,0 %, науковці, спеціалісти, менеджери — 10,4 %, роздрібна торгівля — 10,3 %.